# WorldCat
WorldCat er et fælleskatalog som indeholder registreringer af bogsamlinger fra omkring 72.000 biblioteker i 170 lande og områder, som deltager i det globale fællesselskab Online Computer Library Center (OCLC).

## Organisation
WorldCat er oprettet og administreres kollektivt af de deltagende biblioteker igennem OCLC, som er en nonprofit global biblioteksorganisation. Danske offentlige biblioteker er medlem af OCLC som led i en fælles aftale, der administreres af DBC Digital.

## Brug
WorldCat kan bruges til at søge udenlandsk litteratur, som ikke kan findes i bibliotek.dk. Verificerede titler kan bestilles via danske biblioteker.
De største danske forskningsbibliotekers bestand kan via en professionel service bag WorldCat bestilles af biblioteker i andre lande. Danske biblioteker bruger WorldCat til at bestille i udenlandske biblioteker.